# 틀라토아니
틀라토아니(나와틀어: tlahtoāni [t͡ɬaʔtoˈaːni])는 에스파냐 정복 이전 멕시코의 도시국가인 알테페틀의 지배자를 가리키는 나우아틀어 낱말이다. 복수형은 틀라토케(나와틀어: tlahtohqueh [t͡ɬaʔˈtoʔkeʔ])다. 문자 그대로는 "말하는 자"라는 뜻이다. 여왕 또는 여성 섭정은 시와틀라토아니(나와틀어: cihuātlahtoāni [siwaːt͡ɬaʔtoˈaːni])라고 한다.
틀라토아니의 땅은 "틀라토카틀랄리"(나와틀어: tlahtohcātlālli [t͡ɬɑʔtoʔkɑːˈt͡ɬɑːlli])라 했으며 틀라토아니의 집은 "틀라토카칼리"(나와틀어: tlahtohcācalli [t͡ɬɑʔtoʔkɑːˈkɑlli])라 했다.
아스텍 제국의 군주는 우에이 틀라토아니로 우에이 틀라토아니는 황제로 번역된다. 알테페틀마다 틀라토아니가 있었기에, 틀라토아니라는 칭호는 아스텍만의 것이 아니며, 아스텍 밖의 틀라토아니들도 아스텍의 우에이 틀라토아니처럼 황제급 작위였다고 소급해서도 안 된다.

## 같이 보기
- 아즈텍 제국
- 황제